# Amorphophallus barthlottii

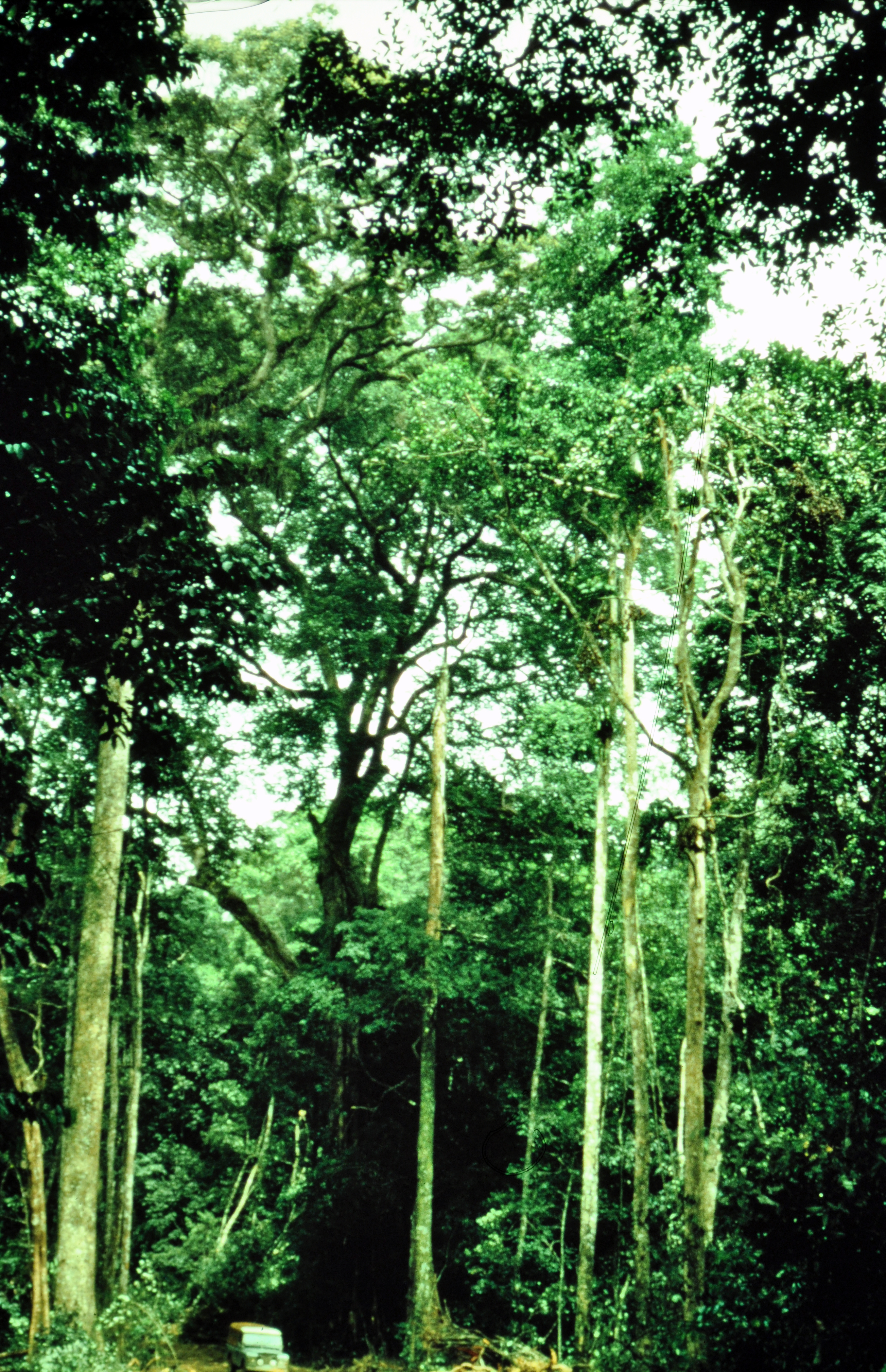
Der letzte gewaltige noch erhaltene Regenwald Westafrikas, der Nationalpark Taï (Elfenbeinküste), ist die Heimat von Amorphophallus bartlottii - der große Landrover am unteren Bildrand erlaubt einen Größenvergleich

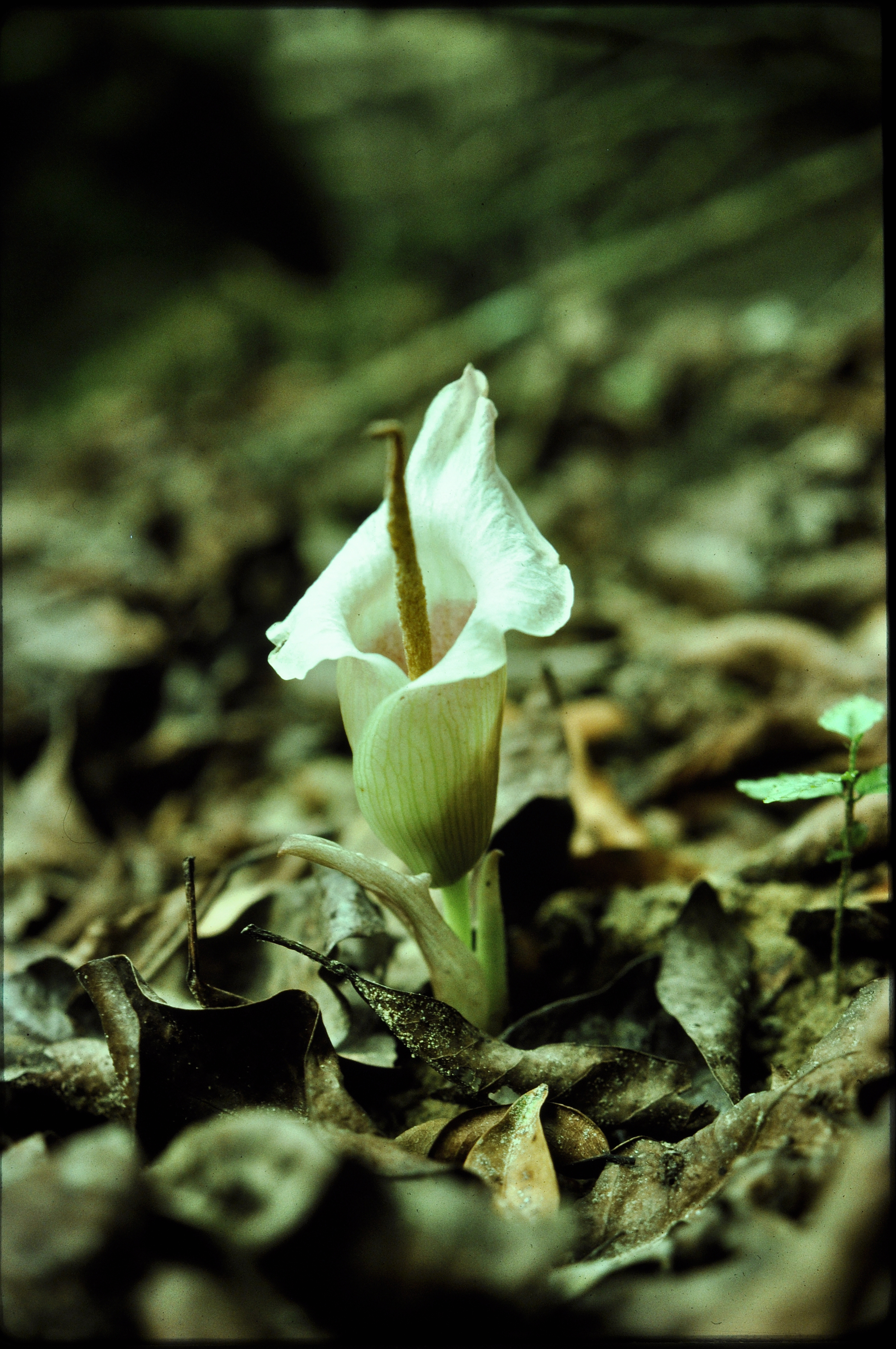
Amorphophallus barthlottii, das Typus-Exemplar nach dem die Art beschrieben wurde, im Nationalpark Taï, März 1977

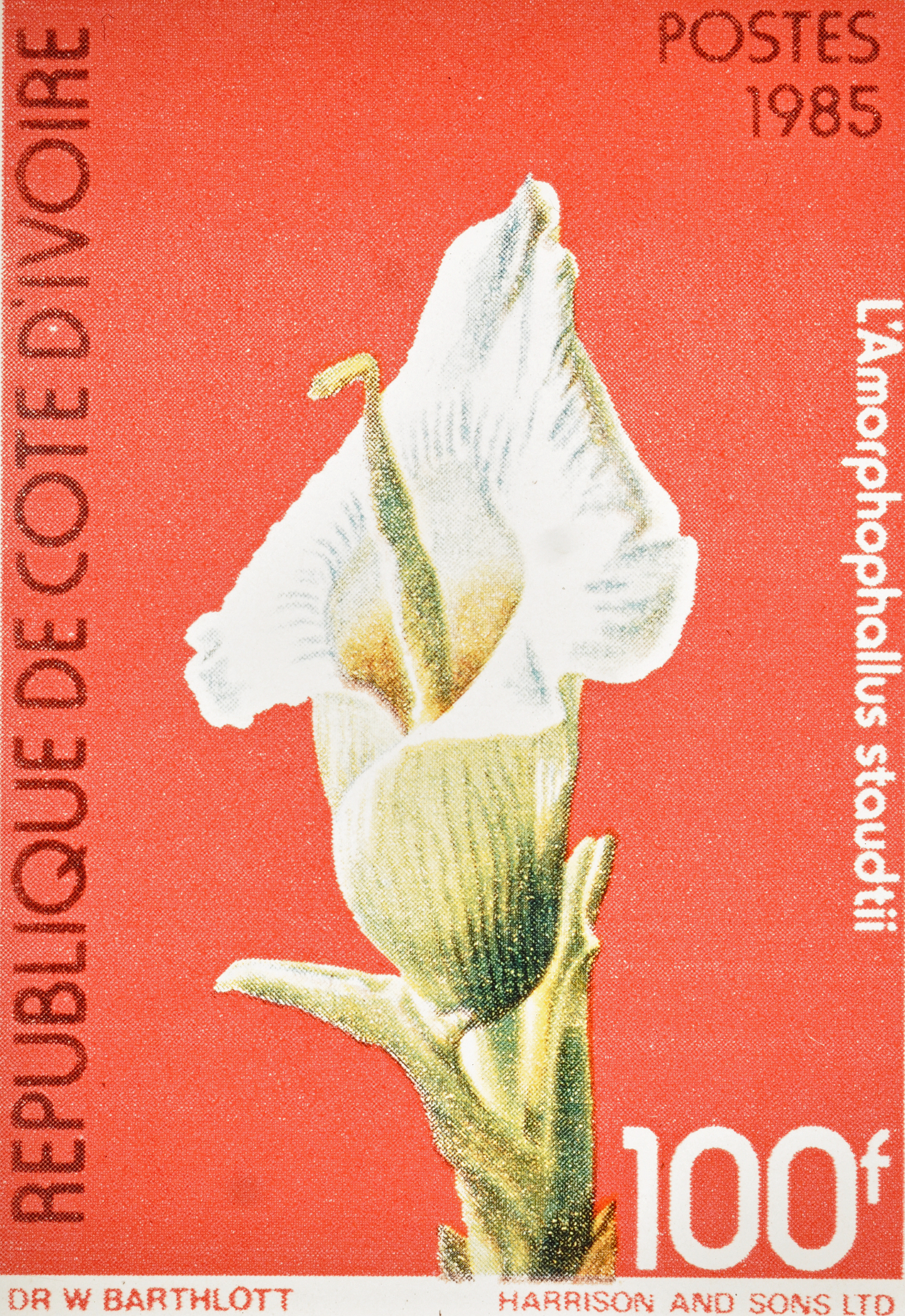
Amorphophallus barthlottii ist vielleicht das einzige Lebewesen, das vor seiner Beschreibung auf einer Briefmarke abgebildet wurde: Auf der 1985 nach dem Foto angefertigte 100 Franc Briefmarke der Republik Elfenbeinküste – allerdings unter der damaligen falschen Bestimmung Amorphophallus staudtii

Das westafrikanische Aronstabgewächs Amorphophallus barthlottii ist die kleinste Art aus der Gattung Amorphophallus. Der weiße-purpurne Blütenstand erreicht im Gegensatz zu der gewaltigen bis drei Meter hohen Titanenwurz (A. titanum) nur eine Höhe von etwa 22 cm. Die extrem seltene Regenwald-Pflanze wurde in den letzten 70 Jahren nur vier Mal in der Elfenbeinküste im Nationalpark Taï, dem letzten großen Regenwaldgebiet Westafrikas, und einmal im unmittelbar angrenzenden Liberia gefunden. Sie wurde nach ihrem Entdecker Wilhelm Barthlott benannt.

## Beschreibung
Knollenbildende Staude (Geophyt), unterirdische Knolle 2–4 cm Durchmesser. Auf einem 6–12 cm langen Stiel sitzt der Blütenstand, eine Kesselfallenblume, die eine Gesamthöhe von nur 14 bis 22 cm ab der Bodenoberfläche erreicht. Das tütenförmige Hochblatt (Spatha) ist weiß, im Inneren des Kessels im unteren Teil trüb purpurrot Die weiblichen und männlichen kleinen reduzierten Blüten sitzen an der Basis des Kolbens (Spadix), der im sterilen Bereich gelblich oder beigebraun gefärbt ist. Die Blüte riecht schwach nach Aas. Die sich erst nach der Blüte entwickelnden Blätter und die Früchte sind bisher unbekannt. Die Art ist offensichtlich der kleinste Vertreter der rund 200 Arten umfassenden Gattung Amorphophallus.

## Vorkommen und Ökologie
A. barthlottii ist ein Bewohner alluvialer Schwemmböden entlang der Flüsse (z. B. Hana) der dauerfeuchten Tiefland-Regenwälder (2000 mm Niederschlag/Jahr) der südwestlichen Elfenbeinküste und des angrenzenden Liberia. Der Typus-Standort in der Nähe des Inselberges Mont Niénokoé ist ein Wald aus Plagiosiphon und Neosloetiopsis. Die Standorte liegen alle im oder in unmittelbarer Nähe des Nationalparks Taï, dem letzten großen und sehr gefährdeten Regenwaldgebiet Westafrikas mit hunderten endemischen Arten, wie das karnivore Hakenblatt Triphiophyllum. Außerdem ist der Nationalpark eine Zufluchtsstätte des seltenen Zwergflusspferds. Seit 1982 gehört der Nationalpark Taï zum UNESCO-Weltnaturerbe.
Die wenigen in der Natur gefundenen Pflanzen blühten im März bis Anfang April. Als Bestäuber wurden 2017 (Moretto et al.) Dungkäfer aus den Gattungen Onthophagus (Scarabaeidae) und Sphaeridium (Hydrophilidae) beobachtet, es handelt sich wie bei anderen Arten der Gattung um eine Täuschblume.

## Entdeckungsgeschichte und Verwandtschaft
A. barthlottii wurde in den letzten 70 Jahren nur insgesamt fünf Mal gefunden: 1948 (J. T. Baldwin), 1962 (J. J. de Wilde), 1977 (W. Barthlott), 2017 (A. Yakolev) und 2019 (P. Moretto). Erst 1977 wurde die Art genauer identifiziert und zunächst dem bisher nur in einem einzigen Exemplar aus Kamerun bekannten Amorphophallus staudtii zugeordnet und publiziert (Barthlott & Bogner 1981). Durch die Bearbeitung der afrikanischen Amorphophallus-Arten durch Stephan Ittenbach und Wolfram Lobin (1997) wurde die Pflanze 20 Jahre nach ihrer Aufsammlung als neue Art erkannt und beschrieben. A. barthlottii gehört in die Untergattung Afrophallus und ist in den internationalen Datenbanken wie World Flora Online oder The Plant List akzeptiert.
Die Entdeckung dieses winzigen Amorphophallus führte zu einer kuriosen Verwechslung. Das Foto des Typus-Exemplares war im Jahre 1985 das Motiv einer 100 Francs-Briefmarke der Republik Elfenbeinküste – allerdings unter dem damals bekannten Namen Amorphophalles staudtii. Vielleicht ist damit A. barthlottii die einzige Pflanze, die bereits vor ihrer wissenschaftlichen Entdeckung auf einer Briefmarke abgebildet war.